# 大野原駅

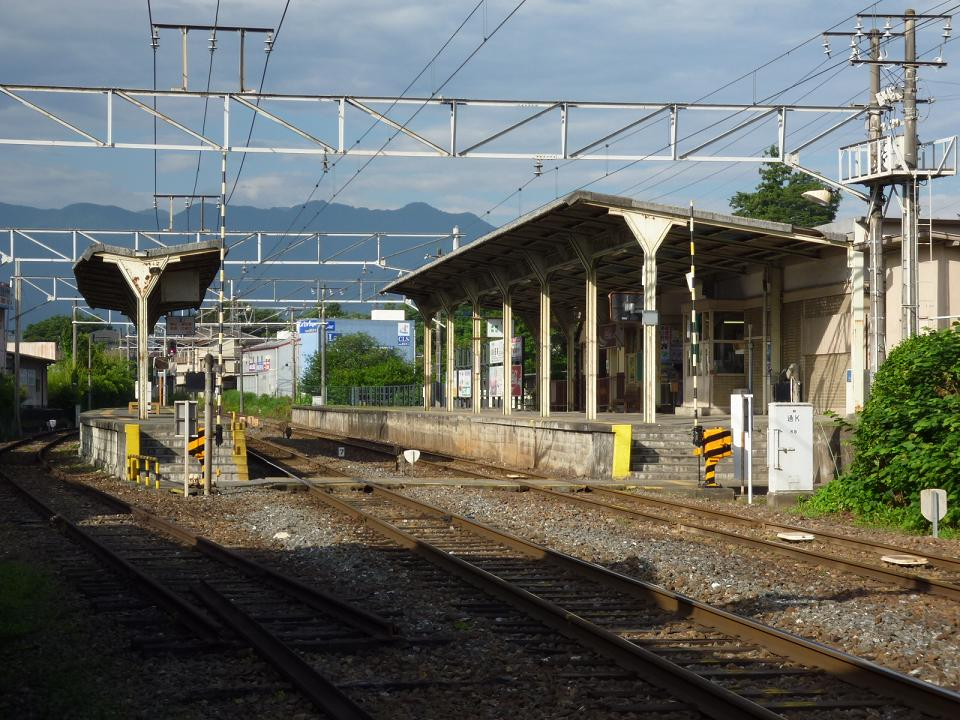
駅ホームを和銅黒谷方面から望む。向かって右が駅舎、1番線。左下にかつて下り本線から3番線へと分岐していた転轍機の名残が見てとれる。

大野原駅（おおのはらえき）は、埼玉県秩父市大野原にある秩父鉄道秩父本線の駅である。駅番号はCR29。

## 歴史
- 1914年（大正3年）10月27日：開業。
- 2022年（令和4年）3月12日：ICカード「PASMO」の利用が可能となる[1]。同時に無人化[1]。

## 駅構造
単式ホーム+島式ホーム2面2線を有する地上駅。無人駅である。簡易PASMO改札機・PASMOチャージ機設置駅。
無人化以前は業務委託駅（管理駅:秩父駅）であり、駅係員勤務時間は平日7:00 - 20:00、土休日は7:00 - 19:00となっていた。
駅舎は西側の1番線側にあり、2番線とかつての3番線の島式ホームには構内踏切により連絡している。かつての3番線にあたる線路は、現在は撤去されており、ホームにもフェンスが設置されている。
便所は、改札内にあり多目的トイレ併設の水洗式便所。

### のりば
| 番線 | 路線    | 方向 | 行先                               |
| ---- | ------- | ---- | ---------------------------------- |
| 1    | ■秩父線 | 上り | 長瀞・寄居・熊谷・行田市・羽生方面 |
| 2    | ■秩父線 | 下り | 秩父・三峰口方面                   |

かつて、本駅より秩父セメント秩父第二工場（現・秩父太平洋セメント秩父工場）への石灰石輸送用構外側線（貨物線）が敷設されていた。同側線は、電気機関車が貨物車両を押し出す構造であったため、本駅で入れ換え作業が行われていた。なお、同工場に隣接する武州原谷駅（貨物駅）では、現在も石灰石貨物輸送が行われている。

## 利用状況
- 2019年度の1日平均乗車人員は549人である。

| 年度               | 乗車人員 （1日平均） |
| ------------------ | -------------------- |
| 2009年（平成21年） | 589                  |
| 2010年（平成22年） | 558                  |
| 2011年（平成23年） | 560                  |
| 2012年（平成24年） | 599                  |
| 2013年（平成25年） | 622                  |
| 2014年（平成26年） | 623                  |
| 2015年（平成27年） | 610                  |
| 2016年（平成28年） | 590                  |
| 2017年（平成29年） | 588                  |
| 2018年（平成30年） | 569                  |
| 2019年（令和元年） | 549                  |

近年の乗車・降車人員の推移は下表のとおりである。
| 年度               | 年間 乗車人員 | 年間 降車人員 |
| ------------------ | ------------- | ------------- |
| 1974年（昭和49年） | 697,651       | 682,104       |
| 1975年（昭和50年） | 670,631       | 658,807       |
| 1976年（昭和51年） | 622,506       | 606,772       |
| 1977年（昭和52年） | 583,646       | 577,040       |
| 1978年（昭和53年） | 552,176       | 545,084       |
| 1979年（昭和54年） | 531,366       | 517,585       |
| 1980年（昭和55年） | 511,893       | 494,758       |
| 1981年（昭和56年） | 507,461       | 494,029       |
| 1982年（昭和57年） | 453,348       | 446,662       |
| 1983年（昭和58年） | 436,336       | 430,696       |
| 1984年（昭和59年） | 436,409       | 434,042       |
| 1985年（昭和60年） | 452,346       | 450,348       |
| 1986年（昭和61年） | 431,005       | 433,584       |
| 1987年（昭和62年） | 420,290       | 425,630       |
| 1988年（昭和63年） | 424,114       | 427,832       |
| 1989年（平成元年） | 433,492       | 432,509       |
| 1990年（平成2年）  | 448,838       | 452,413       |
| 1991年（平成3年）  | 450,514       | 445,994       |
| 1992年（平成4年）  | 421,958       | 420,386       |
| 1993年（平成5年）  | 406,585       | 398,866       |
| 1994年（平成6年）  | 373,788       | 363,713       |
| 1995年（平成7年）  | 366,634       | 357,142       |
| 1996年（平成8年）  | 337,398       | 341,216       |
| 1997年（平成9年）  | 303,440       | 315,696       |
| 1998年（平成10年） | 301,807       | 300,205       |

## 駅周辺
- 荒川
  - 秩父橋
- 国道140号
- 国道299号
- 埼玉県道207号大野原停車場線
- 秩父大野原郵便局
- 原谷高篠出張所（消防署）
- 埼玉県立秩父農工科学高等学校
- 埼玉県立秩父特別支援学校
- 愛宕神社
- 広見寺
- 龍石寺（秩父札所第19番）
- 聖地公園
- エディオン秩父店
- フーコット秩父店
- マツモトキヨシ秩父大野原店

## 路線バス
| 乗り場     | 乗り場 | 系統   | 主要経由地     | 行先       | 運行会社     | 備考 |
| ---------- | ------ | ------ | -------------- | ---------- | ------------ | ---- |
| 大野原駅前 |        | 原谷線 | 相生町・秩父駅 | 西武秩父駅 | 西武観光バス |      |
| 大野原駅前 |        | 原谷線 | 下宿           | 和銅黒谷駅 | 西武観光バス |      |

## 隣の駅
秩父鉄道
■秩父本線
□SLパレオエクスプレス・■急行「秩父路」
通過
□各駅停車
和銅黒谷駅 (CR28) - （貨）武州原谷駅 - 大野原駅 (CR29) - 秩父駅 (CR30)